# بييت كراوز
بييت كراوز (بالإنجليزية: Piet Krause)‏ هو لاعب اتحاد الرغبي جنوب أفريقي، ولد في 13 يوليو 1973م في بريتوريا في جنوب أفريقيا.